# Bulbophyllum nephropetalum
Bulbophyllum nephropetalum är en orkidéart som beskrevs av Rudolf Schlechter. Bulbophyllum nephropetalum ingår i släktet Bulbophyllum och familjen orkidéer. Inga underarter finns listade i Catalogue of Life.